# سامسونگ گلکسی نوت اج
گلکسی نوت اج (به انگلیسی: SAMSUNG GALAXY EDGE) یک فبلت هوشمند رده بالا، محصولی از شرکت تولیدکننده فناوری کره ای، سامسونگ تکنالوجیز تولید شده است که در یک کنفرانس مطبوعاتی سامسونگ در IFA برلین در تاریخ ۳ سپتامبر ۲۰۱۴ در کنار برادر خود، گلکسی نوت ۴ رونمایی شد و به نوعی نوآوری هم محسوب می‌شود. نوت اج صفحه نمایشی ۵٫۶ اینچی با رزولوشن Quad HD+ را داراست. سمت راست نمایشگر این گوشی انحنا دارد که همین انحنا آنرا از سایر تلفن‌های هوشمند زمان خودش متمایز کرده است.
در سمت راست این صفحه نمایش، ۱۶۰ ردیف پیکسل به حالت خمیده وجود دارد که همان نوآوری سامسونگ است. این دستگاه مجهز به یک باتری ۳۰۰۰ میلی‌آمپر ساعت می‌باشد.